# Frank Samuelsen et George Harbo
Pour les articles homonymes, voir Samuelsen et Harbo.
Frank Samuelsen et George Harbo sont deux américains d'origine norvégienne qui en 1896 ont été les premières personnes de l'Histoire à travers un océan, l'Atlantique, à la rame.

## Le voyage
Le 6 juin 1896, l'équipage quitte Battery Park à Manhattan. Après une traversée de 3250 miles effectuée en 55 jours et 13 heures, les deux hommes atteignent St Mary's dans les îles Scilly. Ce voyage reste la seule  traversée à la rame d'un océan enregistrée  jusqu'en 1966. Avec cette traversée effectuée en moins de deux mois ils réalisent un record qui ne sera pas battu avant 2010, lorsqu'en août un équipage de quatre rameurs atteint les îles Scilly après 43 jours de mer.